# جوناثان نيلسون
جوناثان نيلسون (بالإنجليزية: Jonathan Nelson)‏ هو كاتب أغاني ومغن مؤلف أمريكي، ولد في 10 نوفمبر 1974 في بالتيمور في الولايات المتحدة.

## وصلات خارجية
- الموقع الرسمي
- جوناثان نيلسون على موقع ميوزك برينز (الإنجليزية)
- جوناثان نيلسون على موقع أول ميوزيك (الإنجليزية)
- جوناثان نيلسون على موقع ديسكوغز (الإنجليزية)